# Magistrat
Magistrat (del llatí magistratus) és un terme emprat per a referir-se a certs funcionaris públics. Procedeix dels temps de l'antiga Roma i ha evolucionat en els països de parla hispana per a referir-se a càrrecs administratius o, especialment, judicials. La seva principal funció és la de jutjar i fer executar allò jutjat. Han de ser independents (que no siguin influïts per un altre poder) i imparcials (sense vinculació amb les parts pertanyents al cas).

## Antiga Roma
A l'antiga Roma, els magistrats eren ciutadans escollits per a encarregar-se de la direcció i administració de la ciutat. Practicaven les funcions executives, legislatives i judicials de manera unida o per separat.
Els magistrats no cobraven, de manera que només una minoria adinerada podia accedir a un càrrec públic. Així doncs, no podem parlar plenament de democràcia, en aquestes condicions.
El càrrec de magistrat venia caracteritzat amb molts factors:
- Tenien un temps limitat, normalment d'un any.
- Hi havia més d'un membre per a cada magistratura.
- En finalitzar la magistratura havien de passar com a mínim tres anys per tal que aquesta persona es pogués presentar a una magistratura de més rang. Si volia repetir en la mateixa magistratura, havia d'esperar cinc anys.

Els magistrats eren essencialment els cònsols, procònsols, pretors, edils i tribuns. En l'època del principat i, més tard, del dominat, els magistrats anaren perdent poder efectiu, que passà a l'emperador romà, i ocupaven càrrecs més administratius, incloent-hi l'administració de justícia en els tribunals. Amb aquesta accepció ha arribat a nosaltres.

## En l'actualitat
En l'actualitat, els magistrats són generalment els funcionaris que integren els tribunals superiors de justícia, com la Cort Suprema d'un país. A vegades es denomina magistrat a tot aquell jutge que forma part d'un òrgan col·legiat o tribunal, fent menció a una posició superior dins de la jerarquia.
En un sentit més ampli, també rep aquest nom la persona que ocupa un càrrec públic de l'àmbit judicial. En aquest sentit, reben el nom de magistrats els jutges.